# Aeropuerto Internacional de la Región de Murcia

i8
i11
i13
Der Aeropuerto Internacional de la Región de Murcia (IATA-Code: RMU, ICAO-Code: LEMI) ist der internationale Verkehrsflughafen der spanischen Region Murcia. Aufgrund seiner Lage nahe der Ortschaft Corvera wird er auch als Aeropuerto de Corvera bezeichnet. 
Gemäß den planerischen Vorgaben soll er das zivile Flugverkehrsaufkommen für die Region Murcia (Großraum Murcia – Cartagena) mit der touristisch bedeutsamen Salzwasser-Lagune Mar Menor und der Nehrung La Manga del Mar Menor bewältigen und für eine Entlastung aus den Umweltemissionen für die Bevölkerung um San Javier aus dem zivilen Flugbetrieb des ehemaligen Flughafens Murcia-San Javier sorgen, der seit der Eröffnung des neuen Regionalflughafens nur noch den militärischen Zwecken dient, wie dies seit 1929 für den Militärflugplatz San Javier gegolten hat.

## Geschichte
2003 erklärte der Minister Francisco Álvarez-Cascos die Errichtung eines neuen Flughafens für die Region Murcia zu einem Projekt von allgemeinem Interesse. 2007 erhielt das Konsortium Aeromur, an dem unter anderem das Unternehmen Sacyr beteiligt war, die Konzession, einen neuen Flughafen für die Region Murcia zu errichten und für 40 Jahre zu betreiben. Die Bauarbeiten begannen im Jahr 2008. 2010 wurden die Bauarbeiten aus finanziellen Gründen unterbrochen. Die Region Murcia musste Aeromur ein Darlehen in Höhe von 182 Millionen Euro gewähren, um die Fertigstellung des Flughafens sicherzustellen. Im Gegenzug verzichtete Aeromur auf öffentliche Beihilfen für den Betrieb des Flughafens. Der Flughafen wurde schließlich im Januar 2012 fertiggestellt. 
Entgegen vorheriger Vereinbarungen bat Aeromur die Region Murcia nach der Fertigstellung um öffentliche Beihilfen für den Betrieb des Flughafens, zudem wurde die Schließung des von der staatlichen Aena betriebenen, zivilen Teils des Flughafens Murcia-San Javier beantragt. 2014 scheiterten Verhandlungen zwischen Aeromur und der Region Murcia. Im Dezember 2015 wurde der Vertrag von der Region Murcia gekündigt, da der Flughafen von Aeromur nicht innerhalb der gesetzten Frist in Betrieb genommen wurde. Dies zog einen jahrelangen Rechtsstreit nach sich. Währenddessen wurde die Konzession für den Betrieb des Flughafens von der Region Murcia erneut ausgeschrieben.
Nachdem alle anderen Gebote zurückgezogen wurden, erhielt die staatliche Aena 2017 die Konzession, den Flughafen für 25 Jahre zu betreiben. Am 15. Januar 2019 wurde der Flughafen durch den spanischen König Felipe VI. eröffnet.

## Lage und Verkehrsanbindung
Der Aeropuerto Internacional de la Región de Murcia befindet sich 20 Kilometer südlich der Stadt Murcia und 26 Kilometer nördlich der Stadt Cartagena. Er wird durch die RM-16 und die RM-17 mit der Autovía A-30 verbunden, welche östlich des Flughafens verläuft. Der Flughafen wird durch Busse mit den Städten Murcia und Cartagena sowie weiteren Orten in der Umgebung verbunden.

## Flughafenanlagen

### Start- und Landebahn
Der Aeropuerto Internacional de la Región de Murcia verfügt über eine Start- und Landebahn. Sie trägt die Kennung 05/23, ist 3.000 Meter lang, 45 Meter breit und hat einen Belag aus Asphalt.

### Passagierterminal
Das Passagierterminal des Flughafens hat eine Kapazität von 4 Millionen Passagieren pro Jahr. Es ist mit neun Flugsteigen ausgestattet.

## Fluggesellschaften und Ziele
Derzeit (Mai 2025) fliegen sechs Fluggesellschaften, darunter vier Billigfluggesellschaften, 14 verschiedene Ziele in vier Ländern an.

## Verkehrszahlen
| Jahr | Fluggastaufkommen | Flugbewegungen |
| ---- | ----------------- | -------------- |
| 2024 | 907.668           | 7.140          |
| 2023 | 878.193           | 6.700          |
| 2022 | 839.166           | 6.663          |
| 2021 | 283.488           | 3.365          |
| 2020 | 217.912           | 2.812          |
| 2019 | 1.090.712         | 7.976          |